# Mumifikálás
A mumifikálás holttestek tartósítására szolgáló eljárás, melynek legismertebb alkalmazási helye az ókori Egyiptom, ahol a XVIII-XXI. dinasztiák korában teljesedett ki mint a balzsamozás szokása.
Az óbirodalom idején csak a fáraónak volt joga a balzsamozás rítusára, később aztán a tisztségviselők, majd azután a parasztok és kézművesek is részesülhettek ebben a kegyben. A mumifikált holttestek a múmiák (a perzsa mum=viasz szóból) a halott lelkének nyújtottak menedéket, mert ez ugyan az egyiptomiak hite szerint a halál után először az égbe szállt, de később időnként visszatért a testbe. Eleinte a múmiakészítők beérték annyival, hogy a halott öltözékét szorosra tekert és időnként gipsszel átitatott múmiapólyával helyettesítették. Kr. e. 3000 után alakult ki a "klasszikus" mumifikálás fejlett technológiája, amely a halott társadalmi állásától függően volt fényűző és bonyolult .

## Kialakulása
A predinasztikus korban szinte mindvégig egyszerűen temetkeztek. A holttesteket a sivatag szélén ásott sekély sírgödrökbe helyezték, s homokkal borították. A száraz légköri viszonyok között a test a forró homokban kiszáradt, mielőtt a szövetek bomlásnak indultak. A véletlenül megtalált effajta „múmiák” táplálták a hiedelmet, mely szerint a test megőrzése elengedhetetlen ahhoz, hogy az ember halála után is folytathassa életét. A Nagada kultúra második szakaszában (Nagada II) találhatók a mesterséges mumifikálás első nyomai, ahol a belső szervek temetés előtti kivételére utaló jeleket tártak fel. Nem tudni, hogy a Nagada II második felében megjelenő, a holttest lábánál elhelyezett nagy tárolóedények mit tartalmaztak, de elképzelhető, hogy a kanópuszok elődei.
Amikor a predinasztikus kor vége felé a sírgödröket mind nagyobb sírok váltották fel, és koporsókat is használni kezdtek, a test nem került közvetlen kapcsolatba a homokkal. Olyan módszert kellett keresni, amely mesterséges eszközökkel éri el mindazt, amit a természet spontán módon. Így vezették be a mumifikálást, amelynek történetében nyomon követhető a két lehetséges eljárás szüntelen küzdelme. Az első a testet hitelesen kívánta megőrizni, míg a másik, a külsőségeket szem előtt tartó módszer a múmia pólyálására és csomagolására összpontosított. A mumifikálás mestersége az újbirodalom vége felé s a közvetlenül azt követő időkben érte el csúcspontját. Ettől kezdve meredek hanyatlás következett be, mintha felismerték volna a feladat lehetetlenségét, és a formalisztikus megközelítés vált uralkodóvá.

## Vallási motivációk
Az egyiptomi vallás szerint Ízisz újra életre keltette férjét, Oziriszt, akit Széth ismét elragadott, s testét feldarabolta és szétszórta a Nílus-Deltában. Ízisz megkereste a testrészeket, amiket a fallosz kivételével meg is talált. A hiányzó testrészt a legenda szerint egy hal felfalta. Aztán Anubisz segítségével, pólyákkal a testrészeket egyesítette, s azóta Ozírisz a halottak világában uralkodik, s holtteste zöldes színéről ismerhető fel.
A balzsamozó papok lényegében ugyanezt a történetet ismételték meg.

## A mumifikálás technikája

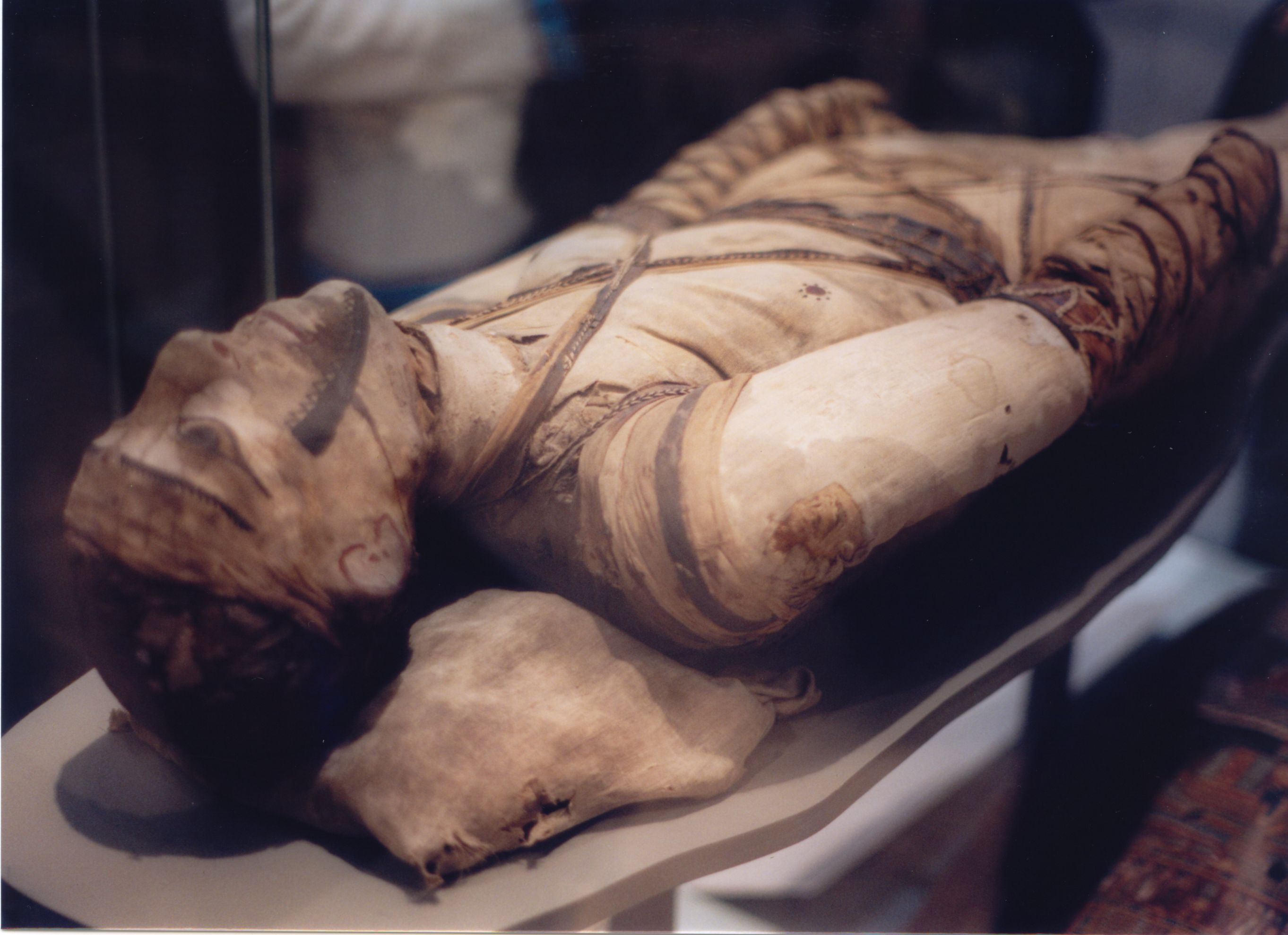
Múmia a British Museumban

Az évszázadok során sokféle technikát fejlesztettek ki, de a technológia alapvetően 13 fázisra osztható:
1. A holttest elhelyezése a balzsamozó ágyon.
2. Az agyvelő eltávolítása. Ezt külön nem tartósították, de gyakran külön agyagedénybe helyezték, melyet külön üregbe temettek.
3. A belső szervek eltávolítása, az aorta és a szív kivételével.
4. A testüreg és a zsigerek fertőtlenítése pálmaborral és különböző fűszerekkel.
5. A zsigerek balzsamozása. Ezeket először kb. 40 napig[1] szilárd halmazállapotú nátronlúgba tették, majd olajjal és gyantával kezelték, s végül szalagokkal négy kanópuszedénybe helyezték.
6. A testüreg ideiglenes kitöltése. A testüregbe nátronnal töltött vászonzacskókat, mézgával kezelt vászontekercseket, szalmát és száraz növényi anyagokat tettek, hogy a dehidratálás során a kiszáradást gyorsítsák.
7. A test dehidratálása. A nátronnal bevont testet 40 napig[1] egy lejtős ágyon tartották.
8. A kiszáradást gyorsító anyagok eltávolítása, a testüreg kimosása pálmaborral, majd szárazra törlése.
9. Az állandó töltőanyagok elhelyezése a testüregben. A koponyát gyantával vagy gyantás vászonnal töltötték meg. A mellkasi és a hasüreget mirhával, gyantával átitatott vászonkötegekkel, fűrészporral, gyantával kevert fűrészporral töltött vászonzacskókkal tömték ki. Taheret-pa-ankh úrhölgy aranyozott szarkofágja a Louvre-ban

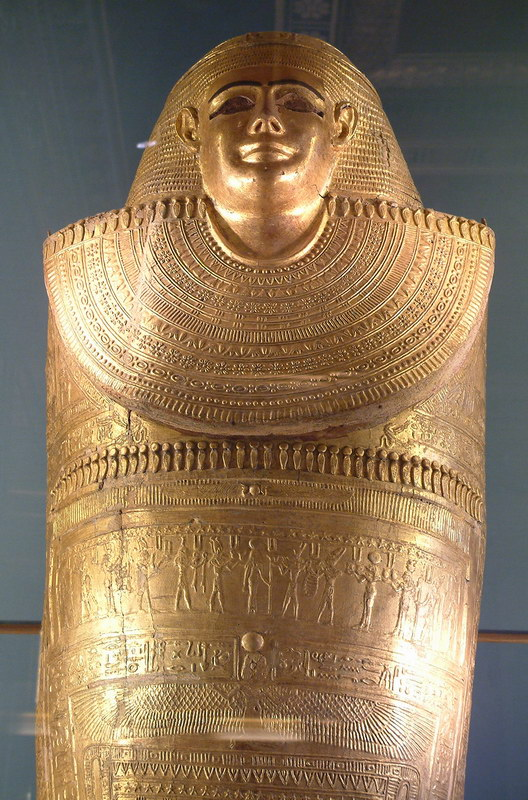
Taheret-pa-ankh úrhölgy aranyozott szarkofágja a Louvre-ban

10. A test beolajozása cédrusolajjal vagy más drága olajokkal, majd bedörzsölése mirhával, fahéjjal és más kellemes illatú anyagokkal.
11. Az arc nyílásainak, a szájnak, az orrnak és a fülnek gyantával átitatott vászonnal történő tömítése. A XXVI. dinasztia végétől a gyanta helyett vagy annak kiegészítőjeként bitument kezdtek használni.
12. A bőr bekenése olvasztott gyantával, hogy a pórusokat elzárja a nedvességtől.
13. A test bepólyálása. Miután a testet ékszerekkel és amulettekkel ellátták, először a kéz- és lábujjakat, valamint a végtagokat külön-külön pólyálták be, majd a végtagokat is szorosan a testhez rögzítették. Aztán a múmiát egy nagy halotti lepelbe burkolták, és finom vászontekerccsel bepólyálták. Az arcot, a mellkast és a test egyéb részeit kartonázsdíszekkel borították. A kartonázsokat formára vágott és plasztikusan domborított vászon-, illetve papiruszdarabokból készítették, vékony iszapréteggel vonták be; száradás után festett vagy aranyozott díszítésekkel látták el.

A műveletek közben egy pap imádságokat olvasott fel. Végül a múmiát egy többrétegű szarkofágba helyezték.
Az 5. és 7. pont esetében egyes források 70 napot említenek.
Hérodotosz az i. e. 5. században az egyiptomiak balzsamozási módszereiről így írt: „Először egy vaskampó segítségével az orrlikakon keresztül eltávolítják az agyat … azután egy éles etiópiai kővel kivágják a lágyékot, és kiveszik az összes beleket. Mikor a hasüreget kitisztították és pálmaborral kimosták, összetört füstölőszerrel újra kitisztítják, s az altestet összetört és tiszta mirhával, fahéjjal és - tömjén kivételével - mindenféle füstölőszerrel megtöltvén újra bevarrják. Ezután következik a balzsamozás, melynek során a testet hetven napig nátronlúgban áztatják.”